# Haikou Meilan International Airport
Meilan International Airport är en flygplats i Kina. Den ligger i den södra delen av landet, 2 300 km söder om huvudstaden Peking. Meilan International Airport ligger 23 meter över havet.
Terrängen runt Meilan International Airport är platt, och sluttar norrut. Runt Meilan International Airport är det tätbefolkat, med 343 invånare per kvadratkilometer. Närmaste större samhälle är Haikou, 17,3 km nordväst om Meilan International Airport. I omgivningarna runt Meilan International Airport växer huvudsakligen savannskog.